# 鷲子山上神社
鷲子山上神社（とりのこさんしょうじんじゃ、とりのこさんじょうじんじゃ）は、栃木県那須郡那珂川町と茨城県常陸大宮市の境界に鎮座する神社。

## 概要
参道や本殿の中央部を県境が貫いており、境内には栃木・茨城両県の社務所があり、宮司もそれぞれ奉職している。
主祭神は天日鷲命（あめのひわしのみこと）であり、フクロウの神社として信仰を集めている。境内の面積は鷲子山一帯の約22haで、うち2haは原生林である。

## 歴史
大同2年（807年）に矢又村（現・栃木県那須郡那珂川町矢又）の大蔵坊宝珠上人が阿波国から天日鷲命を勧請したのが鷲子山上神社の始まりであるとされる。当時の社名は「鷲権現」であったが後に鷲子山上神社に改称した。また創建の地は朝日岳（朝日嶽、境内にある本宮神社の位置）であった。地元の伝承では、製紙に成功したため製紙の神である天日鷲命を祀ったという。山麓の常陸大宮市鷲子では製紙業が盛んであったようであり、「鷲子」という地名は天日鷲命に由来するという説がある。
天長5年（828年）、疫病の流行のため、平癒を願い大己貴命と少彦名命を合祀した。この頃の信仰圏は広く、常陸国・下野国・陸奥国に及んだとされる。八溝山地は修験道の修行場として名高く、八溝山地の中でもひときわ高い山である鷲子山は修験者から霊山として崇められ、神社は厚い信仰を集めた。建久8年（1197年）には源頼朝が社殿を再建し修理料の名目で15貫文を贈った。息子の源実朝も建保2年（1214年）に銭を献納している。南北朝時代には佐竹貞義の弟である佐竹義高が「鷲子別当」と称され、この地域に権勢を振るっていた。現存する最古の棟札は天文21年12月3日（ユリウス暦：1552年12月18日）のものであり、常陸国側の領主である江戸右近大夫通有と下野国側の領主である武茂守綱が協力して本殿を復興したと記されている。同年、火災により鷲子山頂に移転したとされる。天正15年（1587年）には佐竹義胤から25町歩の寄進を受けた。
慶安元年10月24日（グレゴリオ暦：1648年12月8日）、徳川家光は常陸国鷲子村（現・常陸大宮市鷲子）の10石と下野国矢又村（現・那珂川町矢又）の10石の合わせて20石の朱印地、100石の除地を認めた。江戸時代は鷲子山上神社の朱印地であった常陸国鷲子村と下野国矢又村の鎮守とされた。これらの村々以外からも製紙関係者を中心に下野国那須郡、常陸国那珂郡・久慈郡から崇拝された。また下野国15村の修験総社でもあり、聖護院系の伍智院が別当として神社に奉仕した。伍智院には徳川光圀が宿泊したと伝えられ、鷲子山上神社で名勝を選定した。光圀の定めた名勝は鷲子十景と山中七奇で、鷲子十景は「海天旭日・富士晴雪・晃山霽色・烏山城塁・鹿浦睡眺（鹿浦眺望）・村家炊煙・野寺晩鐘・雨堤暁晴・杉林初月（杉村初月）・河川帆景（那珂帆影、河川帆影）」、山中七奇は「社内神酒（神酒）・井中石亀（井戸石亀）・禁不浄（禁不祥）・神烏雌雄（神鳥雌雄）・三穂葦（三穂草、三本蘆 在矢又村）・三房柿（柿実 在建武村）・阿良左巨（阿良佐巨、阿良沙巨）」である。
伍智院は明治維新に際して廃絶し、伍智院別当を務めていた家は長倉姓に復し、引き続き社務に務めた。1871年（明治4年）、鷲権現・鷲子権現・鷲子山神社など様々な呼ばれ方をしていた社名を「鷲子山上神社」に統一した。1872年（明治5年）、近代社格制度に基づき郷社に列せられた。1979年（昭和54年）に国土調査が行われ、栃木県・茨城県双方の立会いの下、県境を示すピンが打ち込まれた。これは周辺の巨木がどちらの県に所属するかを確定する必要があったための措置である。また1990年（平成2年）には氏子からの申し出を受け、栃木県・茨城県が同時に調査を行った末、本殿などを同時に県指定有形文化財に指定した。

## 県境の神社

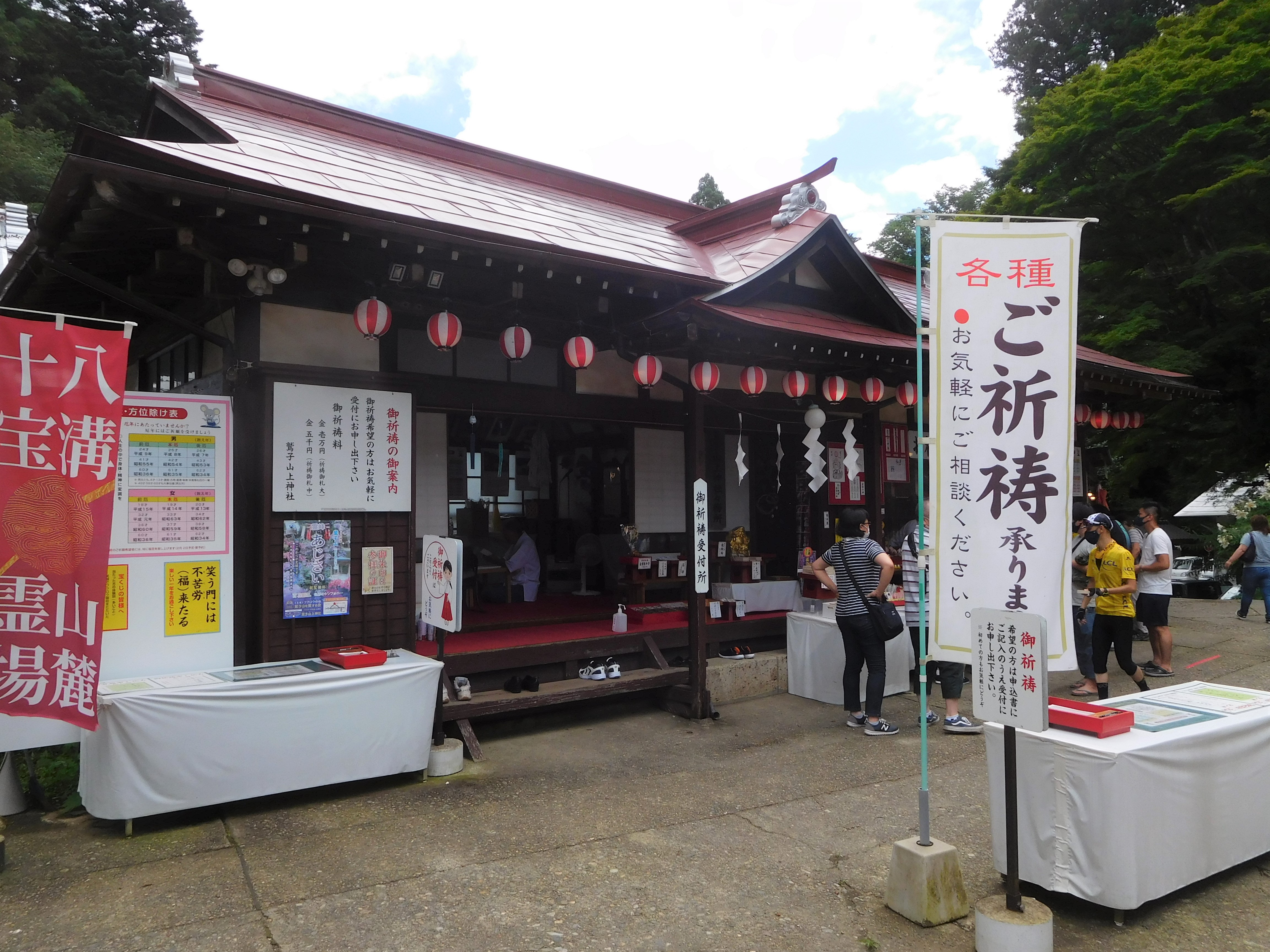
栃木県側の社務所

鎮座地の鷲子山は『常陸国風土記』に常陸国と下野国の国境であったことが記されており、古代から境界の地であった。（風土記には「堺なる大き山」としかなく、鷲子山の名は当時まだなかったようである。）しかし、鷲子山をはさんだ両国はどちらも中世には佐竹氏領、近世には水戸藩領であったため、国境にあっても特段の問題はなかった。なお棟札の記録によれば、天文21年（1552年）には常陸国側の江戸氏と下野国側の武茂氏が協力して本殿を再興しており、それぞれの勢力下にある人々の名も同時に書かれていることから、両者が互いに気を遣っていることが窺える。ただしその次の棟札である元亀2年（1571年）のものには武茂氏方の名しか見当たらず、続く元亀4年（1573年）のものにも武茂氏方のみで、「武茂当社」と書かれていることから、この時は武茂氏の影響力が大きかったようである。
1871年（明治4年）の廃藩置県で下野国側が栃木県の、常陸国側が茨城県の管轄となったため、1つの境内に栃木県側と茨城県側の2つの神社が並立することとなった。この際、従来から宮司を務めていた長倉家は栃木県側の宮司となり、茨城県側は新たな宮司が奉職した。その後、1955年（昭和30年）頃より茨城県側の宮司は鷲子山麓の諏訪神社宮司を務める高部家が兼務することになり、平常時は栃木県側の宮司が神社を維持管理し、茨城県側の宮司は祭礼の時のみ奉仕するようになった。長倉家は明徳3年（1392年）に常陸国の城主家系から分家して鷲子山上神社の宮司になって以来2009年（平成21年）時点で23代目であり、高部家は同年時点で諏訪神社の43代目と長い歴史を持つ社家である。なお、工学者で東京工業大学・長岡技術科学大学名誉教授の長倉繁麿（1926年3月15日 - 2014年12月6日、瑞宝小綬章受章者）は、鷲子山上神社宮司の三男として出生している。
元は1つの神社であるが、宗教法人としての登録は栃木県・茨城県双方にあり、2つの神社ということになっている。（ただし登記はしていない。）鳥居の前には「ここが県境」と書かれた看板が立ち、本殿の中央を県境が貫いている。本殿は栃木県と茨城県のどちらからも県の有形文化財に指定されており、県境の神社で指定を受けた日本初の事例となった。拝殿は茨城県側にあるが、栃木県・茨城県両社の共同所有の形をとる。社名の正式な読みは栃木県側が「とりのこさんしょうじんじゃ」、茨城県側が「とりのこさんじょうじんじゃ」である。本来は栃木県側も茨城県側も「とりのこさんしょうじんじゃ」が正式な読みであったが、1946年（昭和21年）に発足した神社庁に登録手続きをする際に、茨城県側の宮司が誤って「とりのこさんじょうじんじゃ」と記入してしまったため、茨城県側では「とりのこさんじょうじんじゃ」が正式な読みとなった。
社務所は栃木県側と茨城県側でそれぞれ別にあり、参道をはさんで向かい合っている。平常時は栃木県側の宮司のみが常駐し、神社の維持管理を担当する。このため参拝者が納めた賽銭は通常、栃木県側の取り分となり、初詣や例祭の折は栃木県と茨城県で折半する。水は井戸水と水道の併用で栃木県側から引いたものを共有するが、電気や電話は別個に契約している。警察は初詣の際に栃木県警と茨城県警の双方から警察官が派遣されて警備に当たるが、事件等が発生した際にどちらの所轄になるかは実際の出動例がないため不明である。消防は平成初期（1990年代）に出動例があり、栃木・茨城双方から駆けつけて消火活動を行ったという。ごみ収集に関しては、平時は栃木県側が、祭礼時は茨城県側が収集する。
2つに分かれているものの両社の関係は良好であり、宗教上は県境を設けず、共有地として進めていくという方針で話し合われている。例えば2007年（平成19年）に催行された鎮座千二百年祭では両社が協力して神事が円滑に進んだほか、祭りのための寄付金も両社が協力した結果、目標額の2倍以上が寄せられた。この時集まった募金の一部は日本一の大フクロウ像の建設資金に充当された。
テレビ朝日の「ナニコレ珍百景」で「県境をまたぐ神社」として紹介され、その後日本航空の機内誌でも「カントリーの境にある神社」として取り上げられたことがあり、以降は多くの日本国外からの訪問者がある。
県境の神社としてはほかに群馬県・長野県境にある熊野神社/熊野皇大神社がある。県境に神社があるのは一見珍しく思われるが、神が宿る山頂に神社を建立することはよくあることであり、山頂を県境に定めることも一般的であることから、浅井建爾は県境に神社が建っていることは「考えてみればそれほど不思議がることでもないだろう」としている。それでも大鳥居や本殿の中央を県境が貫き、二等分されている例は珍しい。

## 信仰
祭神は天日鷲命、大己貴命、少彦名命の3柱であり、それぞれ産業振興の神、縁結び・福徳・金運の神、医薬・難病克服・酒造の神として近在の住民から信仰を集めてきた。神職によれば、参拝者の目的は6割がフクロウで4割が県境であるという。例祭は4月17日で、11月16日に夜祭りが行われる。秋の例祭である夜祭りは創建以来の古儀を伝えるとされ、作法や神人共食などに他の神社では廃れた形態が残る。日程は本来旧暦の10月16日の子の刻、17日の午の刻、18日の寅の刻からであったが、1945年（昭和20年）より旧暦の10月16日の日没後に変わり、さらに1978年（昭和53年）から新暦の11月16日の日没後となった。
現代の氏子地域は、栃木県側が那珂川町矢又と大那地、茨城県側が常陸大宮市鷲子である。1960年代頃には信仰圏の各字から2人ずつ、2月1日から5月6日まで代表者が日参する風習があった。1978年（昭和53年）に栃木県側の神社社務所が発行した冊子では、自社を信仰する人へ心がけてほしいこととして、雉肉を食べないこと、毎月1日・15日・28日は鶏肉と鶏卵を食べないこと、農家の場合はゴマを栽培しないこと（食べるのは可）の3点を挙げている。

### フクロウの神社

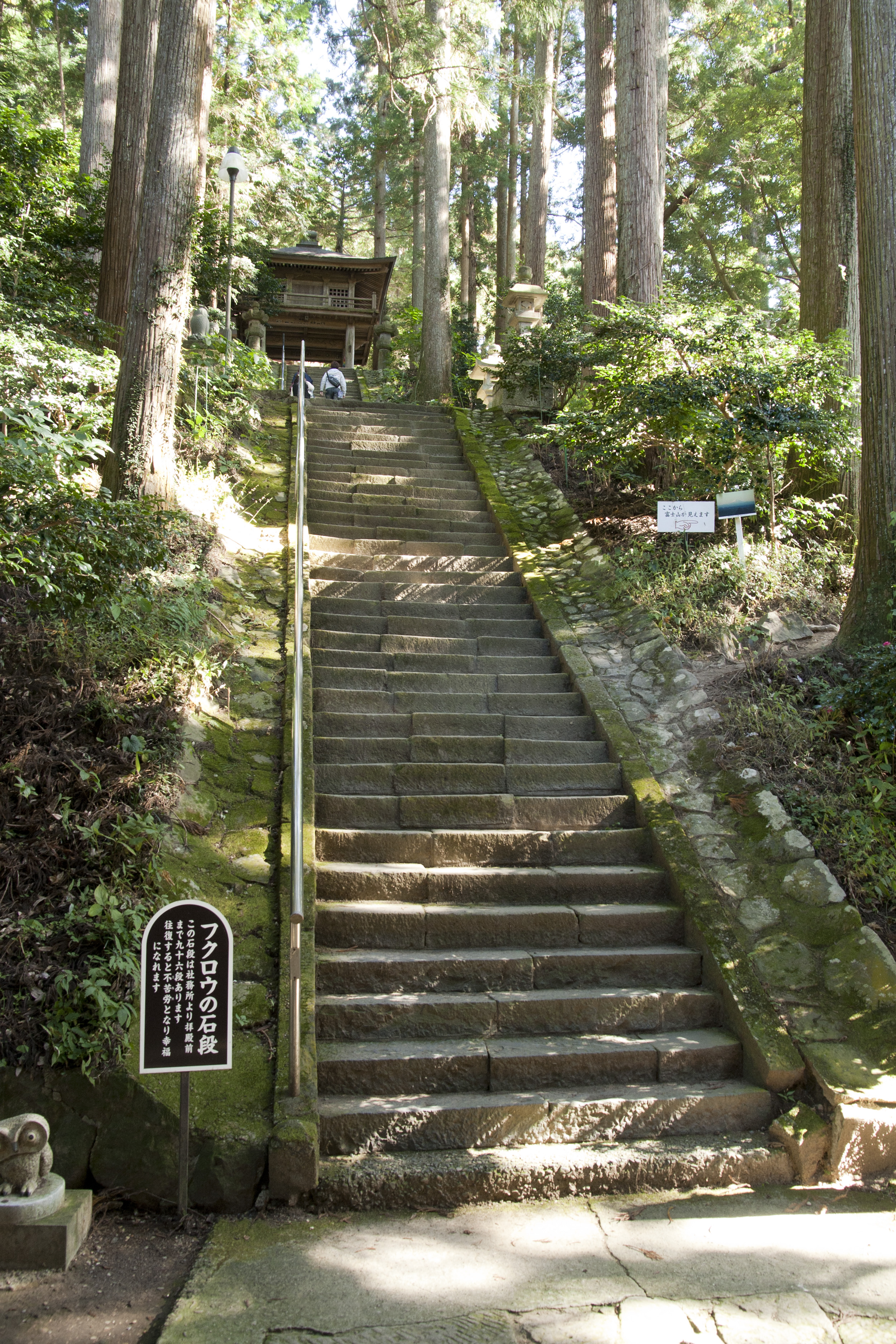
フクロウの石段

鷲子山上神社は「フクロウの神社」と呼ばれている。祭神が天日鷲命という鳥の神であることから、「不苦労」・「福老」・「福来朗」に通じるフクロウが神の使いとして崇拝されてきたのである。実際に鷲子山にはフクロウが生息しており、夜になると姿を見せる。境内には日本一の大フクロウ、不苦労御柱、フクロウの石段、石製の水かけフクロウ、フクロウのポスト、フクロウの鐘、フクロウのベンチなど至る所にフクロウをモチーフとしたものが設置され、フクロウお守りやフクロウのストラップの授与も行っている。フクロウに祈願して成就し、足しげく参拝に訪れる人もいる。
日本一の大フクロウは2008年（平成20年）に鎮座千二百年祭の集大成として設置されたもので、台座を含めた像高は7mあり、不苦労御柱を覆うように建てられている。素材は繊維強化プラスチック、幅・奥行きはともに3.5m、重量は500kgで、金色をしている。大フクロウは毎年12月9日（いいふくの日）に竹箒で煤払いが行われる。2024年（令和6年）は、神社関係者や参拝者ら約200人が黄色いタオルを身に着けて煤払いを行った。不苦労御柱は願掛けの場であり、苦労や悩みを叩き出し、頭上のフクロウに運び去ってもらい、金運や幸運を運んでもらうことを祈願する。ここで願って宝くじに高額当選した人がいるとマスメディアで紹介されたことがあり、多くの人がご利益にあずかろうと参拝に訪れている。フクロウの石段は社務所から拝殿に至る石段で、全96段あることから、片道苦労（96の語呂合わせ）、往復不苦労（96段を2回で2×96の語呂合わせ）といわれ、幸運を呼ぶ石段とされる。片道苦労の名の通り石段は急であるので注意が必要である。
フクロウの石像が奉納されることも多く、2016年（平成28年）12月時点で約120体、2024年（令和6年）12月時点で約150体ものフクロウ像が境内にある。フクロウ像は管理の都合上、栃木県側に偏って設置されている。

### 鷲子地区の民間信仰
茨城県側の常陸大宮市鷲子では、生活・文化・経済に至る広範な呪術的民間信仰があり、衰退したものもあれば、継続しているものもある。
鷲子山上神社に願掛けをするときは卵を手に握って家を出て、拝殿に着いたら卵を備え願い事をする「ツカミ卵」という風習があった。卵の代わりに生きたニワトリを奉納する人もいたという。ほかにも、イボに悩む人が年齢の数だけ大豆を供える、または数粒の大豆を入れた紙製の俵をイボの数だけ供えることでイボが取れることを祈願する、若白髪の治癒を願い叶ったら黒く染めた麻を供えてお礼参りする、境内の「子種石」に子宝を授かることを祈願する、丑の刻参りで境内の大杉に呪い釘を打ち込む、など多くの民間信仰があったが、これらはほとんど衰退した。
1990年代になっても継続していた民間信仰としては、小田野地区の住民が毎年4月頃に全員で日参して嵐除けの神札を授かり畑に立てる、八朔の日に神社で「風祭り」を集落単位で行い台風が来ないよう祈願する、というものがある。

### 境内の諸社

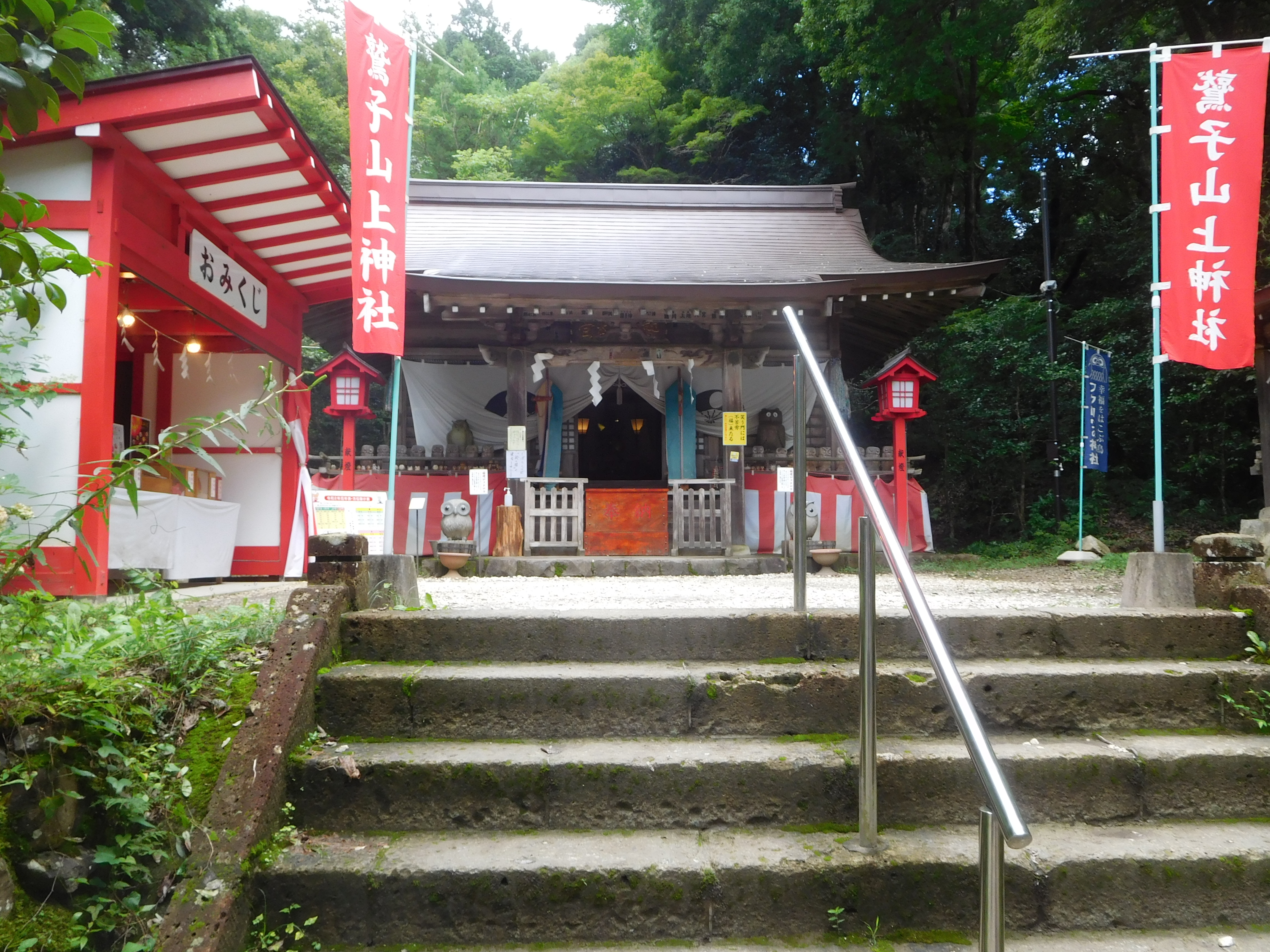
本宮神社
鷲子山上神社の本殿があったとされる地に建てられた神社。この神社の境内に日本一の大フクロウ像がある。拝殿には大黒天像が安置されている。室町時代後期の作品とされる木彫りの像（高さ68cm）で、2008年に確認された。拝殿前の大黒天御柱（高さ約3m）に金糸の組み紐と5色の手綱でつながっている。
奥山稲荷
伏見稲荷大社を勧請して創建された。
羽黒社
出羽三山の神々を遷した神社で、旧社地は鷲子山上神社本殿の位置であった。
大黒社
七福神の1柱である大黒天を祀る。
三社
風神・雷神と古峯神社の神々を祀る。
三本杉社
夜祭りはこの神社の前で行われる。

## 文化財

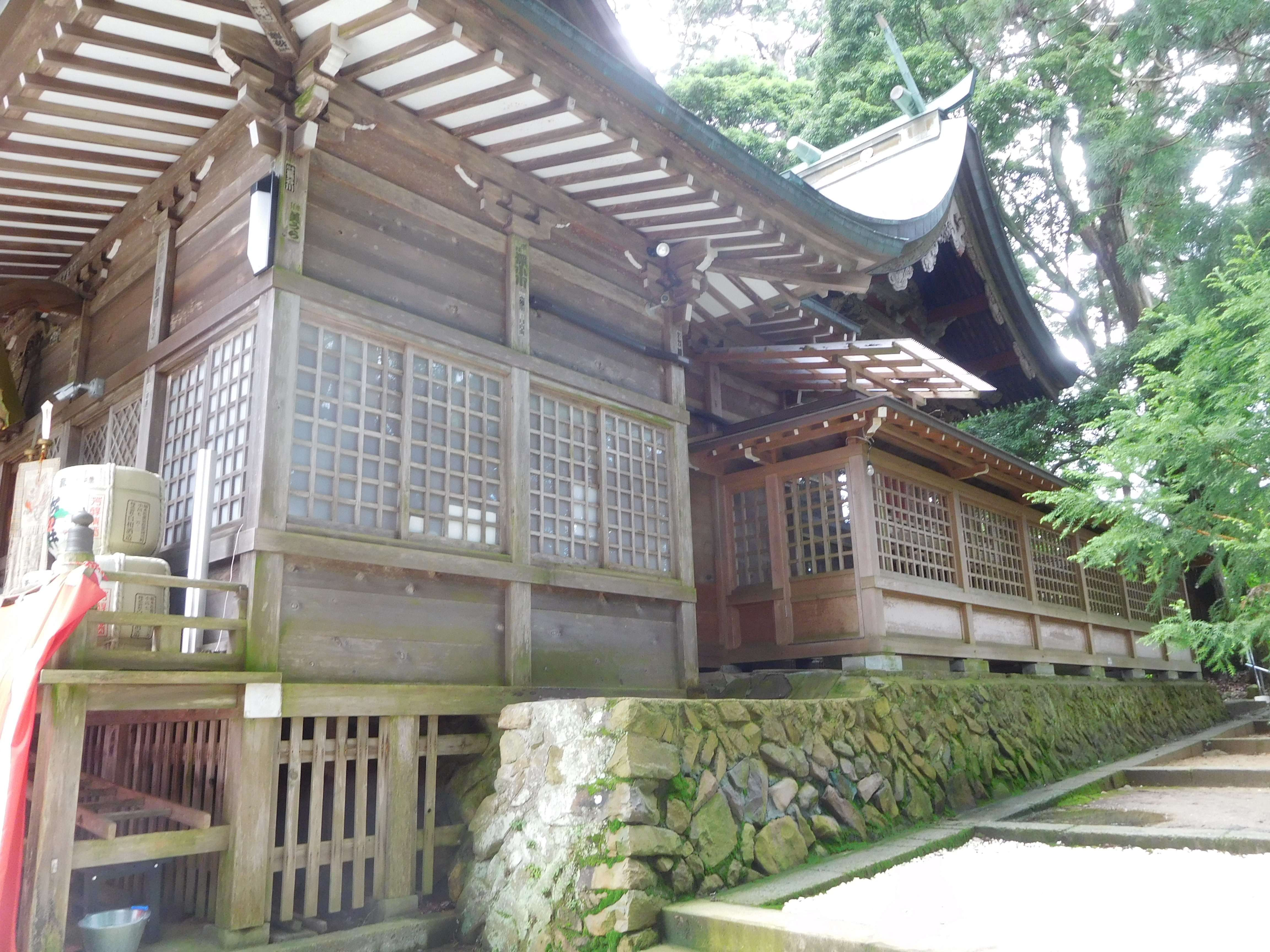
本殿（奥）と拝殿

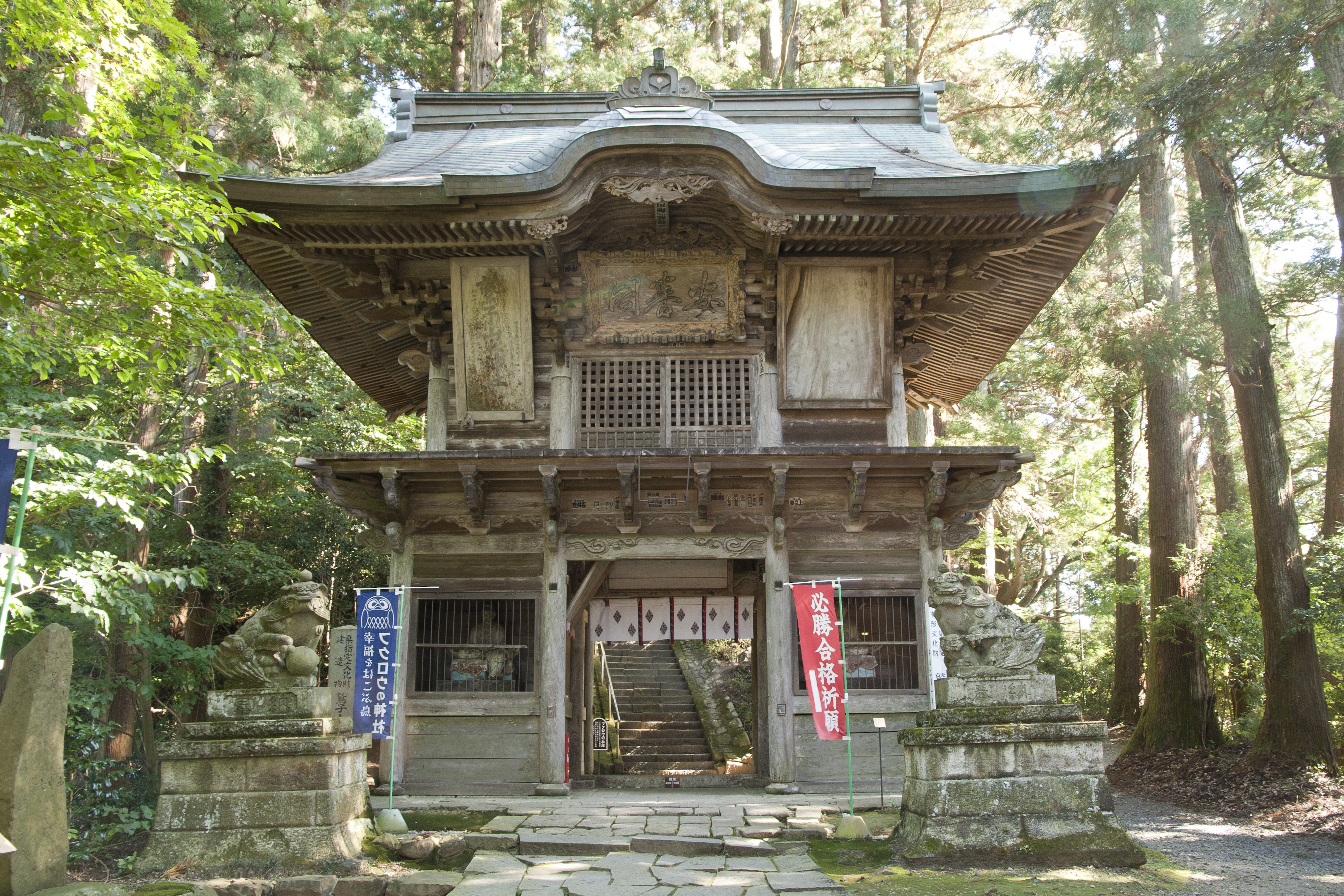
楼門（随神門）

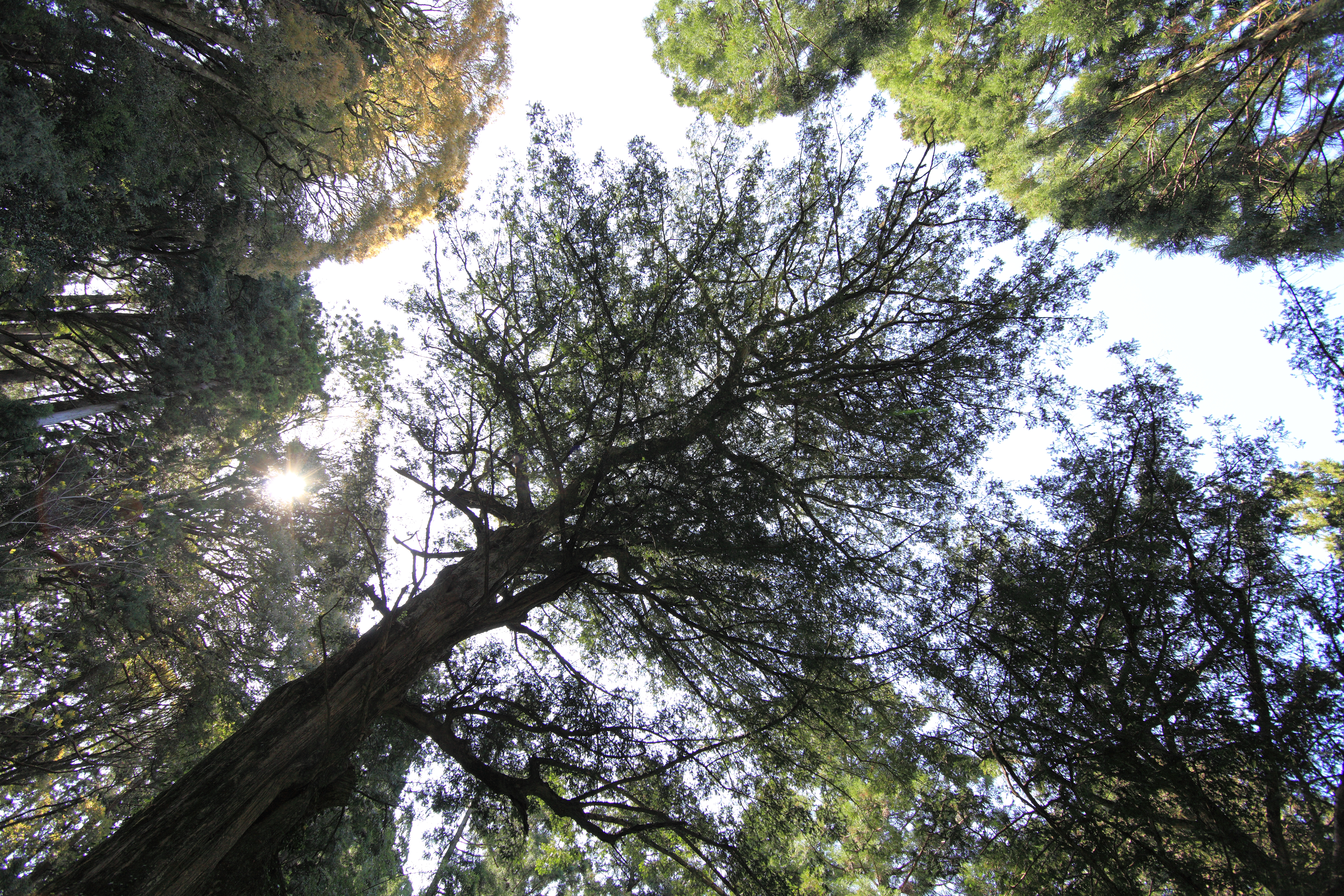
カヤ

社宝に天正元年（1573年）の棟札と三条実美の書である掛軸がある。茨城県知事が奉納した扁額もある。
本殿
三間社流造で屋根は銅板葺。棟札の記録に残るだけでも天文21年（1552年）、元亀2年（1571年）、元亀4年（1573年）、寛保3年（1743年）に再建修復を行っており、現存のものは天明8年（1788年）の築。益淵武衛門・町井藤衛門の両棟梁と彫物棟梁の石原藤助によって建てられ、3人は現今の栃木県芳賀郡市貝町の人であり、日光東照宮の流れをくむ宮大工である。間口は3間5尺（≒6.97m）、奥行は3間半（≒6.36m）、軒高は18尺5寸（≒5.61m）、棟高は30尺（≒9.1m）である。彫刻を多用し、彩色も施された装飾性に富む建築物で、彫物は牡丹・唐獅子・松竹梅・雲竜・花鳥・仙人がある。特に庇周りの彫刻された柱と頭貫（かしらぬき）、身舎（もや）の柱に取り付けられた獅子・象・麒麟をあしらった懸鼻（かけはな）が特徴的である。「関東地方における社殿の彫刻装飾の流れを知る上の重要な遺構」とされる。茨城県（1990年1月25日指定）および栃木県（1990年1月26日指定）の指定有形文化財（建造物）。
随神門
三間一戸の楼門で、文化12年（1815年）の築。町井六左衛門と町井新之丞が棟梁を務め、両者は現今の市貝町の人である。2階に長押や高欄が取り付けられていないなど一部未完成の部分があるものの、組物や軒回りはほかに類例が少ない手法を用いており社殿構成物の1つとして重要である。1階の正面両脇の間に随神像、背面両脇の間に仁王像を安置する。本殿と同様、県境が通っており、茨城県（1990年1月25日指定）および栃木県（1990年1月26日指定）の指定有形文化財（建造物）。
鷲子山上神社のカヤ
指定時点で樹齢600年、樹高25m、根回り6.9m、幹回り5.5ｍのカヤの木であり、分布の北限付近に立つ。随神門の右手にカヤの案内看板があり、これに従って急坂を下るとカヤが現れる。下枝が少ない分、上枝の張り出しの良さが目立つ。枝の張り出しは南側の方が北側よりも良い。幹の伸び方や根元の張りも優れている。このカヤの保護のため、周囲には柵を張り巡らせ、周りの木々は伐採されている。上記2件とは異なり、茨城県の単独指定の天然記念物（1998年1月21日指定）であり、1979年（昭和59年）9月1日から美和村の天然記念物に指定されていた。
鷲子山は植生分布上、北方系と南方系の植物が接する地として重要であり、ほかにもカシやモミなど巨木が多い。原植生はブナが卓越し、手付かずの原生林も一部残されている。植物調査は終了しているが、盗掘の防止のため、神社側は貴重な植物について公表していない。

## 周辺

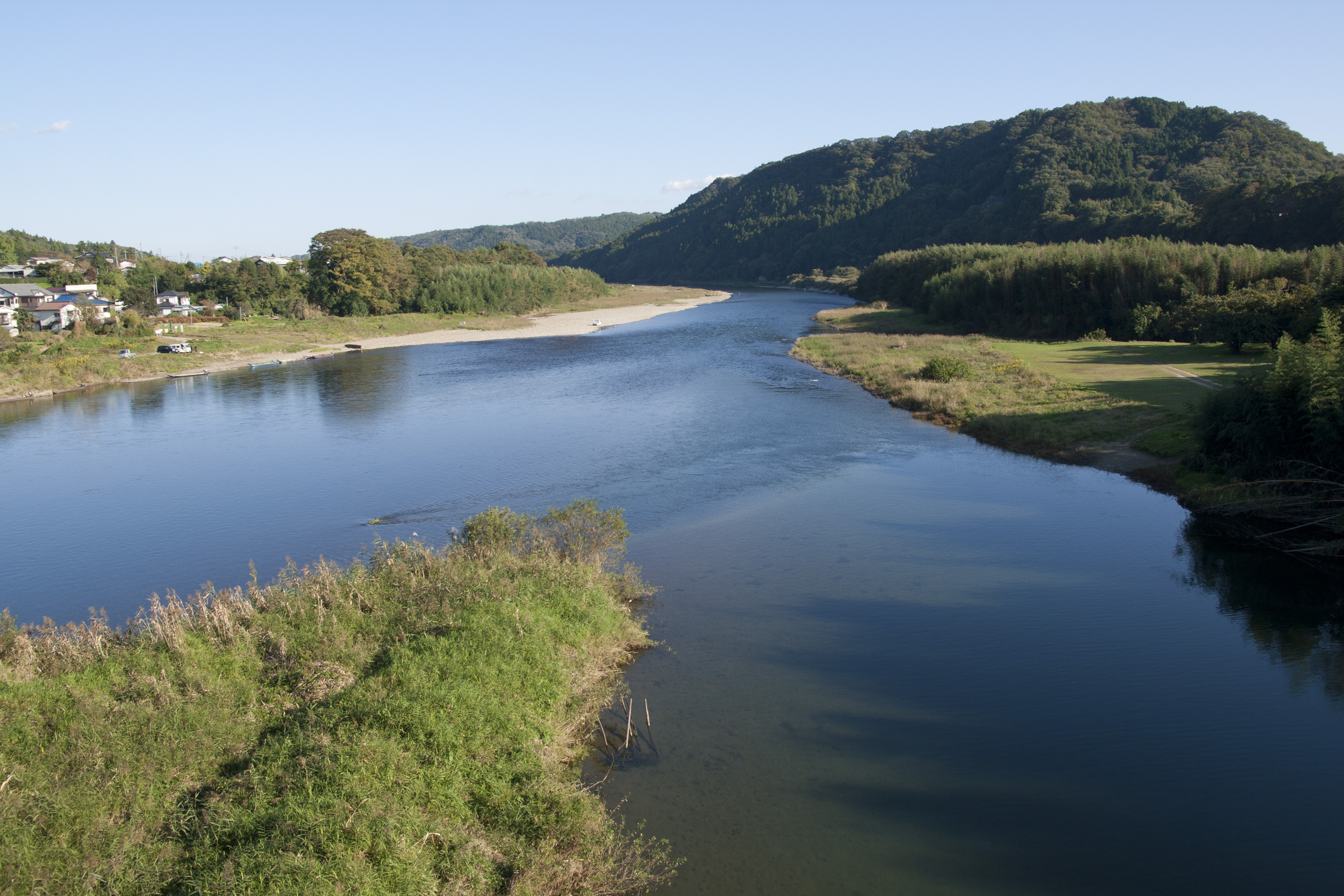
那珂川と鷲子山

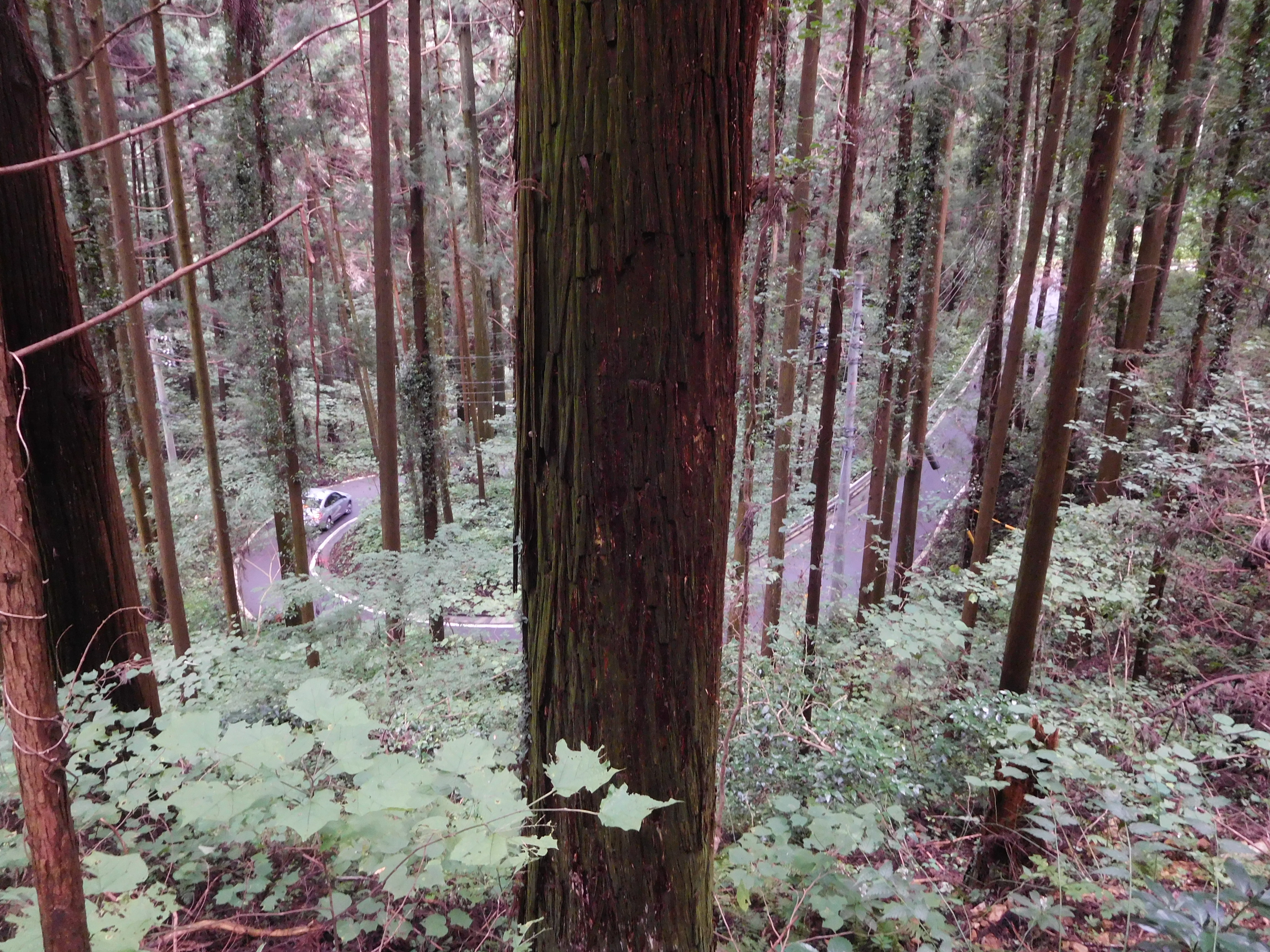
栃木県側の狭い道路

神社が創建された頃の鷲子山周辺は辺境の地であり、神社へ至る道中にある道標に刻まれた「はとうからすやまとりのこみち」（「馬頭・烏山・鷲子道」の意）の字を見て「ハト・ウ・カラス・ヤマドリの小道」と誤解した旅人が通るのをやめ引き返したという逸話が残るほどであった。体育学者の永井道明の孫は学校の遠足で鷲子山上神社へ行った際に足を腫らして帰ってきたが、後日同じ道を歩いた永井道明（当時70歳代）は何ともなく、「やはり体育家だったのだ」と孫を驚嘆させたという逸話もある。
現代では麓に国道293号が整備され、沿線は田畑が広がる地域となっている。国道293号には鷲子山上神社への案内看板が立っている。栃木県側と茨城県側の双方から神社へ至る道路が伸びており、栃木県側の道路（栃木県道232号矢又大内線）の方が狭く、茨城県側（鷲子山林道）は整備が進んでいる。このため神社の公式サイトでは自動車で参拝に訪れる場合、あくまでも任意としながら、栃木県側は下り専用、茨城県側は上り下りどちらも可能と紹介している。最寄りの高速自動車国道のインターチェンジは栃木県側が東北自動車道矢板ICで約60分、茨城県側が常磐自動車道那珂ICで約60分である。駐車場は20台ほど駐車できる。
公共交通機関を利用する場合、最寄り駅は栃木県側がJR烏山線烏山駅または東北本線（宇都宮線）氏家駅であるが、烏山駅からはタクシーで20分（約12 km）、氏家駅からは関東自動車バスで那珂川町役場前まで行き、そこからタクシーで20分（約7.5 km）かかる。1990年代頃までは烏山駅から鷲子山麓まで路線バスが乗り入れ、鷲子山入口バス停から徒歩1時間で神社へ到達できた。茨城県側は水郡線常陸大宮駅が最寄り駅で、そこから茨城交通バス塙行きに乗車し終点で下車、国道293号を北上し、鳥居土集落センター付近にある分岐点から約3kmある鷲子山林道をまっすぐに進むと約70分で神社に到達する。林道を上っていくと、休耕田からスギ・ヒノキの人工林へと変化していく様子が見て取れる。